# ميدالية جورج بوكس
ميدالية جورج بوكس هي وسام لجائزة تحمل اسم الإحصائي جورج بوكس . يتم منحها سنويًا من قبل الشبكة الأوروبية للأعمال والإحصاءات الصناعية المعروفة اختصارا بـ(ENBIS) تقديراً للعمل المتميز في تطوير وتطبيق الأساليب الإحصائية في الأعمال والصناعة الأوروبية.

## الحاصلون على الجائزة
- 2003 جورج بوكس
- 2004 سورين بيسجارد
- 2005 السير ديفيد كوكس
- 2006 جيري هان
- 2007 بول ثيريجود
- 2008 دوغ مونتغمري
- 2009 توني جرينفيلد
- 2010 ديفيد ستيواردسون
- 2011 هنري فيليب وين
- 2012 بيل وودال
- 2013 ديفيد شتاينبرغ
- 2014 جون إف ماكجريجور
- 2015 جيفري فينينج
- 2016 ديفيد جيه
- 2017 CF جيف وو
- 2018 رون إس كينيت
- 2019 رونالد JMM يفعل

## روابط خارجية
- الصفحة الرسمية